# Río Nacimiento (Almería)
El río Nacimiento, antes llamado río Alboloduy, es un corto río de la provincia de Almería (España) que fluye en dirección sureste hasta desaguar en el río Andarax —del que es su principal afluente— junto al municipio de Terque.
Nace en la zona oriental de Sierra Nevada y discurre por la comarca de Los Filabres-Tabernas. Posee dos pequeños afluentes, el río Huéneja y el río de Fiñana.

## Características físicas
Se nutre de las faldas de la cara norte de la parte almeriense de Sierra Nevada y va descendiendo suavemente desde los 1100 metros hasta llegar a Alhabia, en el valle del río Andarax, formando así un pasillo natural entre el interior peninsular y la costa. La mayor parte de su recorrido discurre por el Parque nacional de Sierra Nevada. Su cauce se dirige por el pasillo de Fiñana en dirección Oeste-Este en su cauce alto, recibiendo aguas de la Sierra de los Filabres y la Sierra de Baza a través de ramblas de grandes pendientes, serpenteando así entre Sierra Nevada, al sur, y la Sierra de los Filabres, al norte, para seguir más tarde avanzando en dirección norte-sur en su cauce bajo. Pasa por los términos municipales de Fiñana, Abrucena, Abla, Las Tres Villas, Nacimiento, Gérgal, Alboloduy, Santa Cruz de Marchena, Alsodux,  Alhabia y Terque.
El lecho del río Nacimiento está seco casi siempre porque las precipitaciones en la zona son escasas y muy irregulares. Su régimen de caudales es muy esporádico, propio de la zona de ramblas que lo alimentan, con una valor medio en su parte baja de 9 hm³/año. El reparto y aprovechamiento de sus aguas ha sido fuente de pleitos y litigios entre los municipios de su curso bajo, desde hace siglos.
Tiene una flora y una fauna muy variadas. Predomina el bosque de galería en la zona media-alta con alisos y otros árboles.

## Cambio de denominación
El río Nacimiento era conocido como río Alboloduy hasta la segunda mitad del siglo XVIII. El cambio de nombre se atribuye a un general del ejército de tierra, natural de la localidad de Nacimiento, que cambió dicho nombre en los mapas militares, de dónde derivó su oficialidad.[cita requerida]